# Ciornomorske
Ciornomorske (în ucraineană Чорноморське) este așezarea de tip urban de reședință a raionului Ciornomorske din Republica Autonomă Crimeea, Ucraina. În afara localității principale, nu cuprinde și alte sate.

## Demografie
Componența lingvistică a așezării de tip urban Ciornomorske
     Rusă (82,73%)
     Ucraineană (10,9%)
     Tătară crimeeană (4,89%)
     Alte limbi (0,36%)
Conform recensământului din 2001, majoritatea populației așezării de tip urban Ciornomorske era vorbitoare de rusă (82,73%), existând în minoritate și vorbitori de ucraineană (10,9%) și tătară crimeeană (4,89%).